# Тубарао
Тубарао — газове родовище в Індійському океані біля узбережжя Мозамбіку, у басейні Рувума.
Відкрите у 2011 році внаслідок спорудження буровим судном Belford Dolphin свердловини Tubarao-1, закладеної у 29 км від узбережжя в районі з глибиною моря 899 метрів. Пробурена до рівня 4237 метрів нижче морського дна свердловина перетнула газонасичений інтервал товщиною 34 метри в пісковиках епохи еоцену (останнє відрізняє виявлений резервуар від розташованих північніше та південніше родовищ Орка і Тубарао-Тігре, поклади яких відносяться до палеоцену). 
Виявлене на території ліцензійної ділянки 1, розвідку та розробку якої здійснює консорціум у складі (станом на 2014 рік) американської Anadarko (26,5%, оператор), японської Mitsui (20%), індійських BPRL, ONGC та Oil India (10%, 16% та 4% відповідно), таїландської PTTEP (8,5%) та місцевої Empresa Nacional de Hidrocarbonetos (15%). Тубарао має гарні характеристики вміщуючих порід, проте розмір відкриття оцінюється як значно менший від гігантських родовищ блоку (Просперідад, Голфіно-Атум, Орка).